# Ledroides reticulata
Ledroides reticulata är en insektsart som beskrevs av Bierman 1910. Ledroides reticulata ingår i släktet Ledroides och familjen dvärgstritar. Inga underarter finns listade i Catalogue of Life.